# Epiphragma divisum
Epiphragma divisum är en tvåvingeart som beskrevs av Alexander 1923. Epiphragma divisum ingår i släktet Epiphragma och familjen småharkrankar.
Artens utbredningsområde är Taiwan. Inga underarter finns listade i Catalogue of Life.